# シチリアの恋
『シチリアの恋』（-のこい、原題：謊言西西里）は、2016年の中国映画。
上海とシチリアを舞台に、若い中国人女性と韓国人男性の恋を描いた恋愛映画である。監督はリン・ユゥシェン、主演はチョウ・ドンユィとイ・ジュンギ。

## キャスト
※括弧内は日本語吹替
- シャオヨウ：チョウ・ドンユィ（福圓美里）
- パク・ジュンホ：イ・ジュンギ（石田彰）
- ティアンボー：イーサン・ルアン（高橋広樹）
- ルビー：レイザ
- ラオマー：シン・ジアドン
- ジュンホの姉：ユソン

## スタッフ
- 監督：リン・ユゥシェン
- 脚本：フー・ロンロン、グォ・ジシェン
- 製作：スタンリー・クワン
- 撮影：キム・ヨンホ
- 美術：コン・ハンリン
- 編集：ウォン・モウン